# Хокинс, Джефф
Джефф Хокинс (англ. Jeff Hawkins; род. 1 июня 1957) — основатель Palm Computing (изобретатель Palm Pilot) и Handspring (изобретатель Treo). После этих двух крайне успешных проектов он оставил работу и ушёл в нейрологию. В 2002 году основал Redwood Center for Theoretical Neuroscience (бывший Redwood Neuroscience Institute) и опубликовал книгу «Об интеллекте», в которой описал свою теорию работы мозга на основе модели «память-предсказание». 
В 2003 году избран членом Национальной инженерной академии США «for the creation of the hand-held computing paradigm and the creation of the first commercially successful example of a hand-held computing device» (за создание парадигмы Handheld PC и первую её коммерчески успешную реализацию).

## Книги
- Джефф Хокинс в соавторстве с Сандрой Блейксли (2005). On intelligence, Times Books, Henry Holt and Co. ISBN 0-8050-7456-2